# Government of Wales Act 1998
Der Government of Wales Act 1998 legt eine Teilautonomie von Wales unter Schaffung eines walisischen Parlaments fest. Hierbei wurden im Wesentlichen die Rechte und Befugnisse des Secretary of State for Wales auf das Parlament übertragen. Das Gesetz folgte auf das Referendum in Wales 1997, das sich mit knapper Mehrheit für eine Dezentralisierung des Regierungssystems des Vereinigten Königreichs aussprach.
2006 wurde der Government of Wales Act reformiert. Neben dem Parlament wurde durch dieses Gesetz ein vom Parlament getrenntes Exekutivorgan geschaffen. Das walisische Parlament erhielt zudem auf definierte Themenbereiche begrenzte gesetzgeberische Befugnisse und kann durch das Parlament in Westminster einfacher mit weiteren gesetzgeberischen Befugnissen ausgestattet werden.